# Jess Cliffe
Jess Cliffe es un desarrollador de videojuegos estadounidense, cocreador del popular Counter-Strike junto con Minh Le en 1999. 
Realizó sus estudios en Virginia Tech entre 1999 y 2003. Mientras que todavía asistía a la universidad, Cliffe fundó un sitio nombrado «Silo X» para el juego Half-Life, con el propósito principal de permitir a los diseñadores de mapas cargar sus mapas y poder distribuirlos mundialmente. Al trabajar junto con Minh Le en el primer Counter-Strike, ellos detuvieron su trabajo en «Silo X», dejando como encargado a Tom Konings. Su voz es la que se puede escuchar en Counter-Strike, en las órdenes de radio y en los efectos sonoros.
Tras graduarse, empezó a trabajar para Valve, donde participó en la producción de los juegos Half-Life 2, Team Fortress 2, Left 4 Dead 2 y Portal 2. En 2018 fue suspendido de Valve tras enfrentar cargos por explotación sexual de una menor de edad.